# Джипало, Ведран
Ве́дран Джипа́ло (хорв. Vedran Đipalo; 22 сентября 1977, Синь, Югославия) — хорватский боксёр-любитель. Бронзовый призёр чемпионата Европы 2004 года и Средиземноморских игр 2005 года. Участник летних Олимпийских игр 2004 года.

## Спортивная биография
Наивысшим успехом в карьере хорватского боксёра является бронзовая медаль на чемпионате Европы 2004 года. Дойдя до полуфинала континентального первенства Джипало уступил российскому боксёру Александру Алексееву. Спустя год Ведран завоевал бронзу на Средиземноморских играх в испанской Альмерии. Также на счету хорватского спортсмена есть три бронзовые медали чемпионата по боксу среди стран Евросоюза.
В 2004 году Ведран Джипало в составе сборной Хорватии принял участие в летних Олимпийских играх в Афинах в категории до 91 кг. Однако, уже в первом раунде Джипало уступил австралийцу Адаму Форситу (22:32).